# 托里托
托里托（義大利語：Toritto），是意大利巴里省的一个市镇。总面积74平方公里，人口8656人，人口密度117.0人/平方公里（2009年）。ISTAT代码为072044。